# Alcantarea

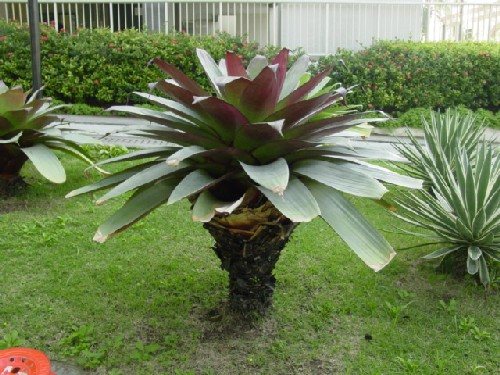
Alcantaraea imperialis.

Alcantarea (E. Morren ex Mez) Harms é um género botânico pertencente à família Bromeliaceae, subfamília Tillandsioideae e à tribo Vrieseeae. As espécies pertencentes a este gênero são todas rupícolas e endêmicas do leste do Brasil. As plantas pertencentes a esse gênero apresentam diversas adaptações para crescerem em ambientes onde há estresse hídrico e alta luminosidade, como os afloramentos rochosos graníticos (conhecidos popularmente como pães-de-açúcar) ou inselbergs, no leste do Brasil e também nos afloramentos rochosos dos campos rupestres da serra do Espinhaço, em Minas Gerais e Bahia. O gênero é nativo do Brasil e apresenta em torno de 40 espécies.
O nome do gênero é em homenagem a Dom Pedro de Alcântara (1840-1889), segundo Imperador do Brasil.
As espécies de Alcantarea são amplamente utilizadas em jardins e o interesse no cultivo dessas espécies remonta ao século XIX. Apesar do uso frequente nos jardins brasileiros, apenas recentemente as espécies vem sendo produzidas em larga escala, evitando a extração de indivíduos da natureza. As espécies em geral são caracterizadas pelo grande porte, justificando o nome de bromélias-gigantes e acumulam muita água das chuvas entre as bases das folhas.
Como a maior parte das Bromeliaceae, as Alcantarea são monocárpicas, isto é, florescem uma única vez e morrem em seguida, já que o meristema apical do caule se encerra com a produção da inflorescência terminal.
As espécies se reproduzem tanto por brotamentos, que podem ser basais ou centrais, quanto por sementes plumosas, que germinam facilmente .
Recentemente foi proposta a separação de Alcantarea hatschbachii em um novo gênero, Waltillia.

## Espécies
- Alcantarea (E.Morren ex Mez) Harms[13]
  - Alcantarea benzingii Leme
  - Alcantarea burle-marxii (Leme) J.R.Grant
  - Alcantarea cerosa Leme, A.P Fontana & O.A.B Ribeiro
  - Alcantarea compacta Leme & O.B.C.Ribeiro
  - Alcantarea distractila Leme & C.C.Paula
  - Alcantarea duarteana (L.B.Sm.) J.R.Grant
  - Alcantarea extensa (L.B.Sm.) J.R.Grant
  - Alcantarea farneyi (Martinelli & A.F.Costa) J.R.Grant
  - Alcantarea geniculata (Wawra) J.R.Grant
  - Alcantarea glaziouana (Leme) J.R.Grant
  - Alcantarea hatschbachii (L.B.Sm. & R.W.Read) Leme
  - Alcantarea heloisae J.R.Grant
  - Alcantarea imperialis (Carriere) Harms
  - Alcantarea longibracteata Leme & Fraga
  - Alcantarea martinellii Versieux & Wand.
  - Alcantarea nahoumii (Leme) J.R.Grant
  - Alcantarea nevaresii (Leme) J.R.Grant
  - Alcantarea nigripetala Leme & L.Kollmann
  - Alcantarea odorata (Leme) J.R.Grant
  - Alcantarea pataxoana Versieux
  - Alcantarea patriae Versieux & Wand.
  - Alcantarea regina (Vell.) Harms
  - Alcantarea roberto-kautskyi Leme
  - Alcantarea simplicisticha Leme & A.P.Fontana
  - Alcantarea tortuosa Versieux & Wand.
  - Alcantarea trepida Versieux & Wand.
  - Alcantarea turgida Versieux & Wand.
  - Alcantarea vandenbergii Versieux
  - Alcantarea vasconcelosiana Leme
  - Alcantarea vinicolor (E.Pereira & Reitz) J.R.Grant